# Улица Езусбазницас
Улица Е́зусбазницас (латыш. Jēzusbaznīcas iela) — улица в Латгальском предместье города Риги, в историческом районе Московский форштадт. Пролегает от берега Даугавы, от стыка набережной Генерала Радзиня и улицы Краста, в северо-восточном направлении до перекрёстка с улицей Дзирнаву. Общая длина улицы составляет 600 метров.
Названа в честь расположенной здесь лютеранской церкви Иисуса.

## История
Улица Езусбазницас проложена при реконструкции городских предместий после пожара 1812 года. В 1818—1822 годах в Московском предместье взамен сгоревшего было возведено новое здание церкви Иисуса, ставшее центром планировки прилегающего района. Этот храм дал первоначальные наименования двум параллельным улицам — Большая Спасоцерковная (нем. Grosse Jesuskirchenstrasse, латыш. Lielā Jēzusbaznīcas iela, ныне улица Карля Миленбаха) и Малая Спасоцерковная (нем. Kleine Jesuskirchenstrasse, латыш. Mazā Jēzusbaznīcas iela, ныне Езусбазницас). Обе эти улицы впервые упоминаются в списках городских улиц в 1846 году.
В 1885 году Большая Спасоцерковная улица получила название Смоленская, а Малая стала называться просто Спасоцерковная (нем. Jesuskirchenstrasse, латыш. Jēzusbaznīcas iela). После включения Латвии в состав СССР, в 1940 году, это название по идеологическим причинам было изменено на Bezdievju iela (с латыш. — «улица Безбожников»), однако это имя улицы не прижилось, а с началом немецкой оккупации вернулось её «церковное» название. В 1950 году улицу вновь переименовали, на этот раз в улицу Севастополес (Севастопольскую) — это название она носила до 1991 года, когда было восстановлено историческое название.

## Транспорт
По улице Езусбазницас на всём протяжении разрешено двустороннее движение, однако её транспортное значение невелико. При пересечении с улицей Элияс устроена площадь с круговым движением, в центре которой находится здание церкви. Площадь вокруг церкви замощена булыжником; также булыжное покрытие имеет участок между улицами Эмилии Беньямин и Дзирнаву. Остальная часть улицы асфальтирована.
Общественный транспорт по улице не курсирует.

## Застройка
- Дом № 4 — бывший доходный дом Гауера (1937, архитектор А. Якобсон).
- Дом № 5 — бывший доходный дом Ф. Талберга, позднее Б. Туказиера (1912, архитектор Николай Яковлев)[4].
- Дом № 7 — деревянный дом первой половины XIX века с «образцовым» (типовым) фасадом.
- Дом № 11 — бывший доходный дом И. Бергмана (1900, по другим сведениям 1913—1914 гг.), с 1920-х по 1980-е годы — школьное здание, ныне Рижский региональный филиал Государственного агентства занятости[5].
- Дом № 12 — посольство Республики Беларусь[6].
- Угловой дом по ул. Ластадияс, 17 — бывший доходный дом Рабиновича с магазинами (1901, архитектор Юлиус Пфейфер).

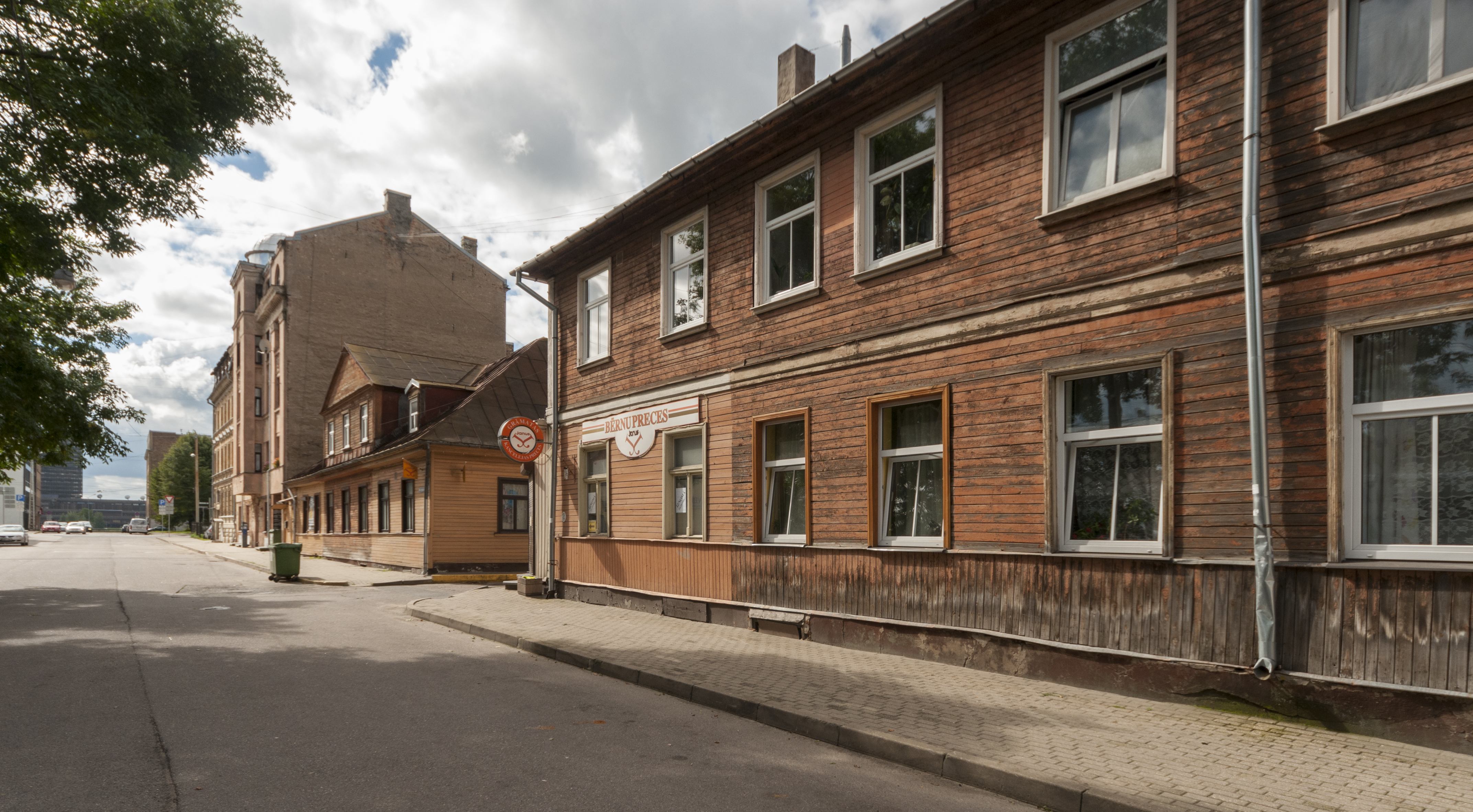
Вид от дома № 9 к началу улицы
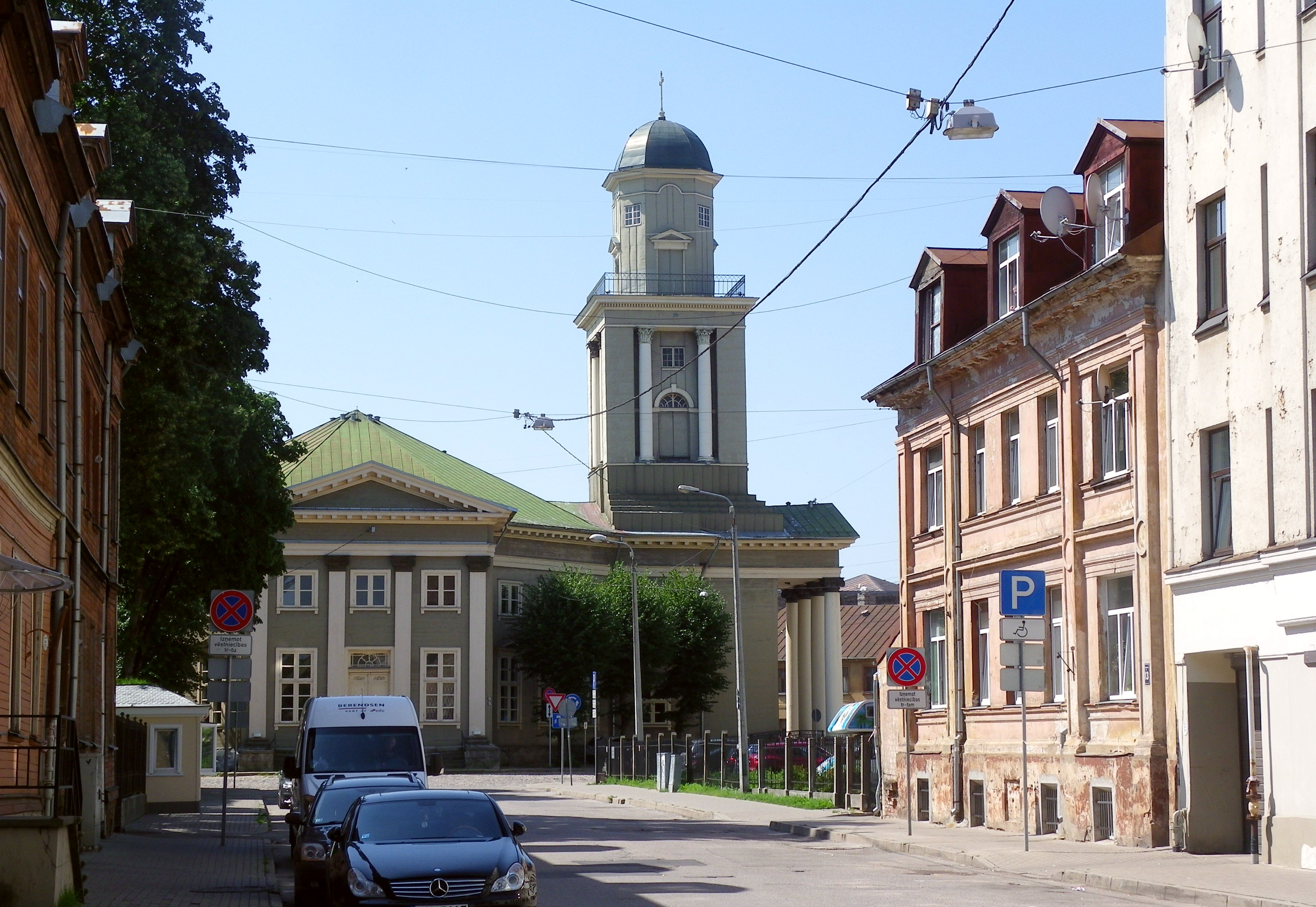
Вид вдоль улицы на храм
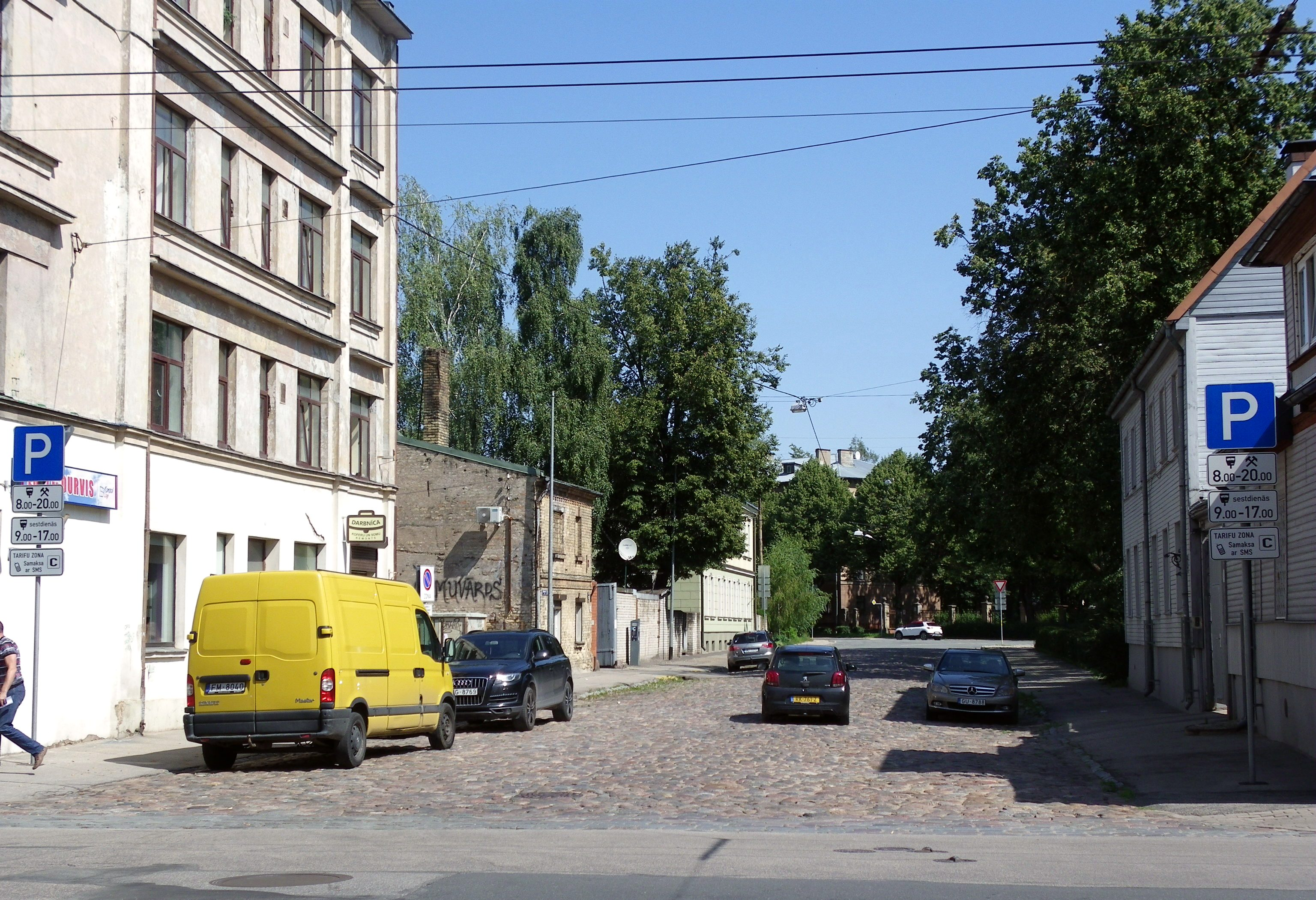
Вид от улицы Эмилияс Беньяминяс
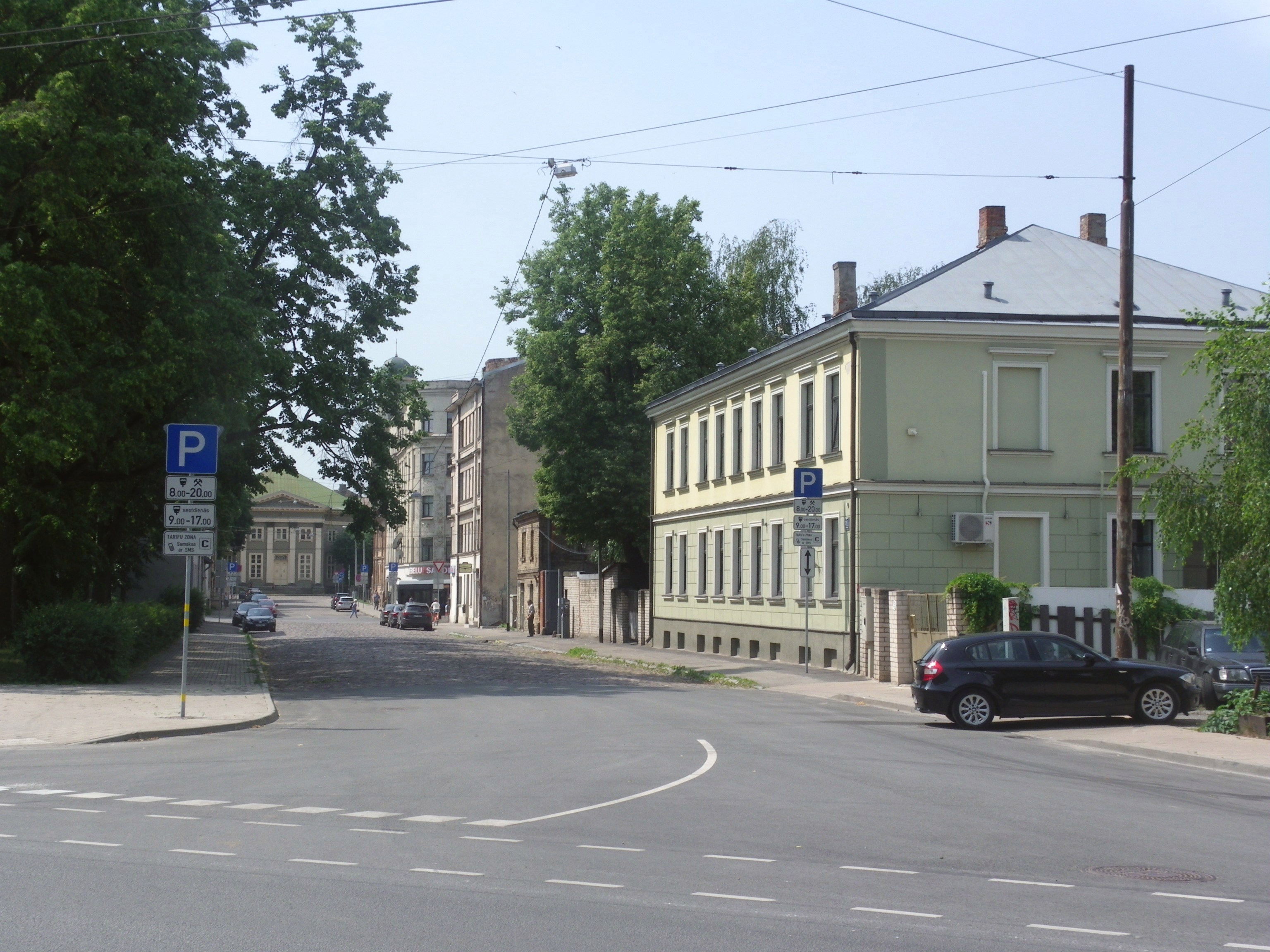
Вид от улицы Дзирнаву

## Прилегающие улицы
Улица Езусбазницас пересекается со следующими улицами:
- набережная Генерала Радзиня
- улица Краста
- улица Ластадияс
- улица Элияс
- улица Эмилии Беньямин
- улица Дзирнаву